# 23774 Herbelliott
23774 Herbelliott è un asteroide della fascia principale. Scoperto nel 1998, presenta un'orbita caratterizzata da un semiasse maggiore pari a 2,6001345 UA e da un'eccentricità di 0,1824661, inclinata di 13,51332° rispetto all'eclittica.